# Свортаут, Глендон
Глендон Свортаут (англ. Glendon Swarthout; 8 апреля 1918 — 23 сентября 1992) — американский писатель, дважды номинант Пулитцеровской премии
Написал повесть «Благослови зверей и детей».

## Биография
Единственный сын в семье банкира и домохозяйки Фреда и Лилы Свортаут, Глендон с самого детства любил писать и со своими работами выигрывал школьные конкурсы. Несмотря на отличные способности к английскому языку и литературе, Глендону практически не давалась математика. В детстве он не любил спорт, а в свободное время занимался на аккордеоне и читал книги. Иногда летом Глендон даже подрабатывал игрой на аккордеоне в курортном городке Шарлевуа, неподалёку от озера Мичиган.
В 1935 году, окончив школу, он переехал в Анн-Арбор и поступил в Мичиганский университет, где увлёкся музыкой серьёзнее, участвуя в небольшой университетской группе.
28 декабря 1940 года, после окончания университета, Свортаут женился на Кэтрин Вон (англ. Kathryn Vaughn), с которой познакомился ещё в возрасте 13 лет. Уже после свадьбы он написал свою первую рекламную статью для компаний «Cadillac» и «Dow Chemical» в рекламном агентстве MacManus, John & Adams в Детройте.
Через год он выбрал путь писателя и решил посмотреть на мир глазами журналиста. Так он устроился внештатным журналистом в 22 газеты и поехал путешествовать с женой на маленьком грузовом корабле в сторону Южной Америки, периодически посылая в газеты статьи о своих приключениях. В Барбадосе он услышал о бомбёжке Перл-Харбора и сразу же решил вернуться домой, но это заняло около пяти месяцев, так как пришлось прятаться от немецких подводных лодок.
Не принятый в армию по состоянию здоровья, он вместе с супругой устроился на новый военный завод Willow Run близ Анн-Арбора. Работая долгие месяцы над созданием тяжёлых бомбардировщиков Consolidated B-24 Liberator, он и написал свой первый рассказ Willow Run о людях, работающих с ним. Рассказ этот был издан после многочисленных правок по довольно критичным отзывам. Правда, Свортаут всегда отзывался о первом рассказе как о некоторой тренировке.
В разгар войны его всё-таки призвали в армию и отправили в Италию. Пока его дивизия ожидала прорыва в Анцио (Анцио-Неттунская операция), штаб искал способного хорошо писать и пристроил его к себе. После того как дивизия захватила Рим, Свортаут перебрался в Сен-Тропе, где в течение шести дней участвовал в своём первом бою. Когда его дивизия готовилась к наступлению на Германию, он, разгружая грузовик, повредил позвоночные диски и был отправлен домой на лечение. Боли в спине после этой травмы беспокоили его до конца жизни.
После войны Свортаут вернулся в Мичиганский университет, получил степень магистра и устроился работать преподавателем в колледже. У него родился сын Майлз. А позже он стал преподавать в Университете штата Мичиган, где стал доктором философии в 1955 году.
Примерно в это же время Глендон начал публиковать небольшие рассказы в таких изданиях как Cosmopolitan и The Saturday Evening Post. Его роман «Лошадь для миссис Кастер» (англ. A Horse For Mrs. Custer) стал основой для малобюджетного вестерна Рэндольфа Скотта «Седьмая Кавалерия», выпущенного на киностудии Columbia Pictures в 1956 году. А его следующая книга «They Came To Cordura» стала настоящим бестселлером, принёсшим Свортауту репутацию профессионального писателя.
Умер Глендон 23 сентября 1992 года у себя дома в Скотсдейле, Аризона, от эмфиземы лёгких, связанной, скорее всего, с тем, что он курил всю жизнь.

## Романы
- Willow Run (1943)
- They Came To Cordura (1958)
- Where The Boys Are (1960)
- Welcome To Thebes (1962)
- The Cadillac Cowboys (1964)
- The Eagle and the Iron Cross (1966)
- Loveland (1968)
- Bless the Beasts and Children (1970)
- The Tin Lizzie Troop (1972)
- Luck and Pluck (1973)
- The Shootist (1975)
- A Christmas Gift (также известен как The Melodeon) (1977)
- Skeletons (1979)
- The Old Colts (1985)
- The Homesman (1988)
- Pinch Me, I Must Be Dreaming (1994, издан после смерти)
- Easterns and Westerns (2001) (краткий сборник рассказов под редакцией Майлза Худ Свортаута)

## Фильмы, снятые по его книгам
- 7th Cavalry — Columbia Pictures, 1956 • 7th Cavalry (англ.) на сайте Internet Movie Database
- They Came to Cordura — Columbia Pictures, 1959 • They Came to Cordura (англ.) на сайте Internet Movie Database
- Where the Boys Are — MGM, 1960 • Where the Boys Are (англ.) на сайте Internet Movie Database
- Благослови зверей и детей — Columbia Pictures, 1971 • Bless the Beasts & Children (англ.) на сайте Internet Movie Database
- Самый меткий — Paramount, 1976 • The Shootist (англ.) на сайте Internet Movie Database
- A Christmas to Remember — CBS, 1978 • A Christmas to Remember (англ.) на сайте Internet Movie Database
- Where the Boys Are '84 — Tri-Star, 1984 • Where the Boys Are '84 (англ.) на сайте Internet Movie Database
- Местный — EuropaCorp, 2014 • The Homesman (англ.) на сайте Internet Movie Database

## Театральные постановки
- «Гранд Каньон» — спектакль «Театра на набережной» по повести Свортаута «Благослови детей и зверей». Автор пьесы и режиссёр — Фёдор Владимирович Сухов. Премьера спектакля состоялась в 2000 году.